# Magslemhinna
Magslemhinnan är den slemhinna inuti magsäcken som innehåller dess körtlar.
Magsäckens insida uppvisar längsgående veck (rugae gastricae) samt talrika mindre fåror som delar in ytan i områden (areolae gastricae) som är några millimeter i diameter.  Dessa uppvisar i sin tur ett stort antal små trattliknande gropar (foveolae gastricae) som är ca 0,2 mm djupa; i botten på dessa mynnar magslemhinnans körtlar. Hos människan uppgår magslemhinnans yta till omkring 5 dm², och dess tjocklek är i medeltal 1 mm. 

## Slemhinnans uppbyggnad
Slemhinnan består av tre delar:
1. Epitelceller, som täcker magslemhinnana yta och bildar körtelrören
2. Stödjevävnad mellan körtlarna (lamina propria)
3. Ett tunt muskellager under körtlarnas bas. (Lamina muscularis mucosae).

Det finns tre typer av körtlar:
1.  Cardiakörtlar inom en några cm bred zon nedanför övre magmunnen (cardia);
2.  Huvudkörtlar, som är den dominerande typen av körtlar;
- Parietalceller
- Huvudceller (Chief cells)

3.  Antrumkörtlar inom en flera cm bred zon närmast innan nedre magmunnen (pylorussfinktern)
- G-celler
- D-celler
- ECL-celler

Cardiakörtlarna och antrumkörtlarna producerar huvudsakligen slem, medan huvudkörtlarna förutom slem även producerar saltsyra och pepsinogen, ett förstadium till pepsin samt enzymet lipas och hormonet leptin.

## Epitelceller
Ytepitelcellerna täcker hela slemhinnans yta samt de små trattliknande groparna. Dessa celler är högt cylindriska, med en höjd upp till 40 μm och en vidd av omkring 6 μm. Epitelcellerna producerar ett tjockflytande slem som ligger sig som ett geleaktigt skikt över epitelcellerna. Detta skyddar mot syraangrepp och mekanisk skada. Den övre delen av cytoplasman uppvisar talrika sekretkorn som innehåller slem. I samband med måltider och vid irritation av magen töms sekretet ut och lägger sig som en skyddande film på magslemhinnans yta. Här sker också en sekretion av bikarbonat, som kan neutralisera en del av magsyran som tränger in i slemskiktet på yta.
Längre ned i foveolae samt i körtlarnas övre del (halsen) dominerar de mukösa halscellerna. Även dessa avsöndrar slem, men de deltar också i nybildningen av epitelcellerna. De slemproducerande epitelcellerna i cardiakörtlarna och antrumkörtlarna påminner mycket om mukösa halsceller.
Den nedersta delen av huvudkörtlarna domineras av chief cells, som producerar pepsinogen, ett förstadium till pepsin. Dessa celler är till stor del fyllda med sekretkorn, som vid stimulering med föda töms ut i körtelns utförsgång.
En liten andel av epitelcellerna utgörs av endokrina celler. Dessa producerar hormoner, såsom gastrin, somatostatin och ghrelin. De enterokromaffin-lika (ECL) cellerna i huvudkörtlarna är speciellt intressanta eftersom de utsöndrar histamin vilket stimulerar saltsyrasekretionen.
Stödjevävnaden mellan körtlarna (Lamina propria). Ungefär 1/3 av slemhinnan utgörs av stödjevävnad mellan körtlarna. Här finns bindväv, blodkapillärer, lymfkapillärer, nervtrådar, glatta muskelceller samt inflammatoriska celler.